# Enoch L. Johnson
Enoch Lewis „Nucky” Johnson (1883. január 20. - 1968. december 9.) Atlantic City, politikai főnök, Atlantic megye seriffje, New Jersey-i üzletember, gengszter. Ő volt az Atlantic City és az Atlantic megye kormányának az 1910-es évektől egészen az 1941-ig az ellenőrző politikai gép vitathatatlan „főnöke”. Uralma kiterjedt a „zúgó” 1920-as húszas évekre, amikor Atlantic City népszerűségének csúcspontján volt a szesztilalom ellenére. Az szeszcsempészet mellett szervezete szerencsejátékkal és prostitúcióval is foglalkozott. 1941-ben bebörtönözték illetve megbüntették adócsalás miatt.

## Gyermek- és ifjúkora
Enoch Lewis Johnson 1883. január 20-án született Galloway városában, New Jersey-ben, Smith E. és Virginia Johnson ír katolikusok gyermekeként .  "Nucky" beceneve Enoch vezetéknevéből származik.  
1886-ban Johnson apját hároméves időtartamra megválasztották a New Jersey-i Atlantic County megye seriffjévé, és a család Mays Landingbe, a megye székhelyébe költözött. Bűnüldözési karrierje váltakozott Mays Landing seriffje és az Atlantic City alseriffje között.  Az Atlantic megyei hivatalnok, Lewis P. Scott (1854–1907) és a kongresszusi képviselő John J. Gardner mellett az idősebb Johnson a három embert képviselő csoport tagja volt, amelyek az Atlantic City és az Atlantic megye kormányaiban uralkodtak, mielőtt Louis Kuehnle hatalomra került. 1905-ben Nucky Johnson apja alárendeltjévé vált a Mays Landingben. 1908-ban Atlantic megye seriffjévé választották, amikor apja hivatali ideje lejárt. Ezt a tisztséget az 1911-ig töltötte be, amikor is egy bírósági végzés eltávolította onnan.   
1906-ban Johnson feleségül vette tinédzser kedvesét, Mabel Jeffries-t, Mays Landing, New Jersey-ből. 

## Felemelkedés a hatalomra
1909-ben Johnsont kinevezték az Atlantic Megyei Köztársaság Végrehajtó Bizottságának politikailag fontos pozíciójába.  1911-ben a helyi politikai főnököt, Louis Kuehnle-t, Johnsont és még sokan mások korrupcióval vádolták. Kuehnle-t elítélték és börtönbe vették, míg Johnsont felmentették, engedve neki, hogy Kuehnle utódjaként ugyanazon szervezet vezetője legyen, amely ténylegesen irányította a republikánus által vezetett Atlantic City és az Atlantic megye kormányát.  

## Fordítás
- Ez a szócikk részben vagy egészben  az   Enoch L. Johnson című angol Wikipédia-szócikk ezen változatának fordításán alapul.  Az eredeti cikk szerkesztőit annak laptörténete sorolja fel. Ez a jelzés csupán a megfogalmazás eredetét és a szerzői jogokat jelzi, nem szolgál a cikkben szereplő információk forrásmegjelöléseként.

## További irodalom
- Hart, Steven. American Dictators: Frank Hague, Nucky Johnson, and the Perfection of the Urban Political Machine, New Brunswick, N.J. Rutgers University Press, 2013 ISBN 978-0813562131.
- Johnson, Nelson. Boardwalk Empire, Medford, N.J., Plexus Publishing, 2002 ISBN 0-937548-49-9.